# Tiềm sinh
Tiềm sinh là trạng thái sinh lý của sinh vật làm giảm cường độ trao đổi chất đến mức thấp hoặc không thể đo đạc, quan sát được. Tuy nhiên, khi gặp những điều kiện ngoại cảnh thích hợp, sinh vật có thể phục hồi các hoạt động sống của mình.
Các sinh vật có những kỹ thuật tiềm sinh khác nhau như tardigrade (sống không cần nước), cryobiosis (sống trong điều kiện cực lạnh), osmobiosis (trong muối) và anoxybiosis (thiếu oxy).